# Sesma
Sesma é um município da Espanha na província e comunidade foral (autónoma) de Navarra. Tem 71,33 km² de área e em 2021 tinha 1 149 habitantes (densidade: 16,1 hab./km²).

## Demografia
| Variação demográfica do município entre 1991 e 2004 | Variação demográfica do município entre 1991 e 2004 | Variação demográfica do município entre 1991 e 2004 | Variação demográfica do município entre 1991 e 2004 |
| --------------------------------------------------- | --------------------------------------------------- | --------------------------------------------------- | --------------------------------------------------- |
| 1991                                                | 1996                                                | 2001                                                | 2004                                                |
| 1495                                                | 1408                                                | 1388                                                | 1387                                                |